# ジェイドール
ジェイドール（J-Doll）は株式会社ジュンプランニングより発売されている1/6スケールのファッションドール。2007年1月より、ほぼ月1回のペースで発売されている。

## 仕様
- 本体サイズ：約270mm
- 対象年齢：15歳以上
- 素材：ABS製・コットン(服)ほか
- パッケージ：ウィンドウBOX

## 設定
職業モデル。いまのところ誕生日や両親などの設定はない。
発売当初「世界中を飛び回るトップモデルの"ON"と"OFF"を表現した、新しいドール」という説明がなされていた。
各ドールは世界中のストリート名そのままの名前を持ち、ファッションやメイクもそれをイメージしたものになっている。

## ヘッド
造形は過去にジュンプランニングから発売されていたクラスメイトに酷似している。
アイホールが開いておりドールアイが使用されている。
髪の毛は植毛ではなくウィッグ。

## ボディ
プーリップに利用されているボディを流用しており、肘や膝などの関節部分が可動する。
2009年1月にプーリップのボディが3rdボディから4thボディに変更されるのにあわせて、ジェイドールも新ボディに変更されている。この新ボディはプーリップ4thボディとほとんど共通しているが、胸部構造などに若干の違いがあり、首を傾げることが出来るようになっている。

## ラインナップ

### 2007年
- ヴェラサンタンドレア
- チャリングクロスロード
- クレセント ロード

※通常バージョンのほかに色違いのピンクバージョンも発売された
- ストリート オブ ラレード
- アベニューマレコン
- ジョセフスプラッツ
- ヴァシリスソフィアス
- パンカストリート
- オールドアルバート
- ルアントゥーイヌダンサール
- タケシタストリート
- カムデン ハイ ストリート
- マグニフィセントマイル

### 2008年
- ネイフン(de 9 straatjes)
- イン　サ　ドン
- ストロイエ
- グランヴィア
- マリヤ ルイザ
- マルジェ(マルシェ)
- ロッシストリート
- オールドチャーチ　ストリート
- メルローズアベニュー
- ピカソストリート/ウエスト
- ピカソストリート/イースト
- エスプラナーディ通り

### 2009年
- ディアマンテ

※ディアマンテから新ボディに変更
- クレーベル